# Franz Xaver Karker
Franz Xaver Karker (* 11. November 1818 in Neisse, Oberschlesien; † 11. Juni 1892) war Fürstbischöflicher Delegat für Brandenburg und Pommern und Propst der St. Hedwigs-Kirche in Berlin.

## Leben
Franz Xaver Karker empfing am 6. November 1842 in Breslau die Priesterweihe und war von 1843 bis 1847 Kaplan in Liebenthal. 1847 wurde er Kurat der Breslauer Ursulinenkirche (Kościół Urszulanek). 1855 bis 1860 war er Pfarrer in Glogau (Diözese Breslau).
1860 erfolgte die Ernennung zum Dompropst der St. Hedwigs-Kirche in Berlin und die Ernennung zum Fürstbischöflichen Delegaten für Brandenburg und Pommern sowie zum Ehrendomherr des Breslauer Doms. 1870 wurde er zum Domkapitular in Breslau ernannt.
Karker wurde als „roh und faul bis zur gänzlichen Gewissenlosigkeit“ beschrieben sowie „nicht zuverlässig“.

## Schriften
- Die Schriften der apostolischen Väter, 1847
- Über die weltliche Souveränetät des Papstes: Die Allocution des heiligen Vaters vom 20. April 1849, Aderholz Breslau 1849, zusammen mit Félix Dupanloup
- Jakob Balmes: sein Leben und seine Werke, Manz 1852, zusammen mit A. von Blanche-Raffin
- Handbuch der neueren französischen Sprache und Literatur für die oberen Klassen höherer katholischer Schulanstalten, Hirt 1855
- F. A. Ozanam: Sein Leben und seine Werke, Schöningh 1867
- Der Cardinal de Cheverus, Erzbischof von Bordeaux, zuvor erster Bischof von Boston und Bischof von Montauban, Herder 1876
- Dom Jean Mabillon, Bonifacius-Druckerei, 1889